# Maria Margarita Moran
María Margarita “Margie” Roxas Morán (ur. 15 września 1953 na Filipinach) – Miss Universe w 1973 roku. Tytuł zdobyła w Atenach w Grecji.